# フラウィウス・ヨセフス

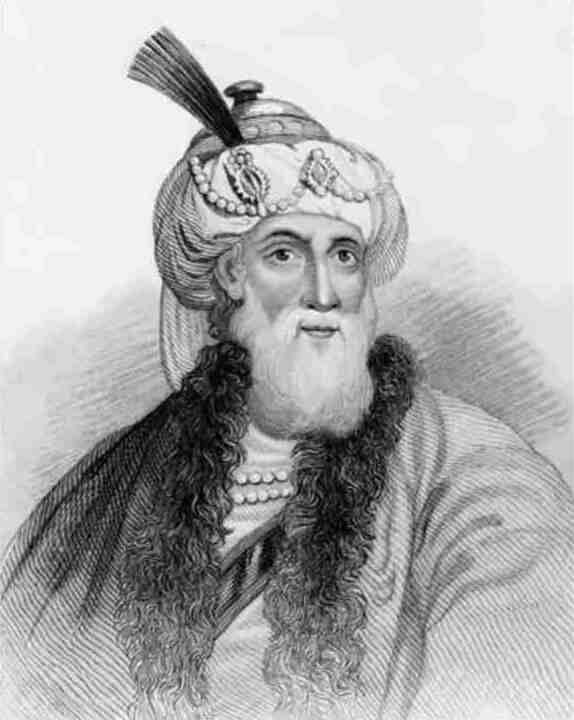
フラウィウス・ヨセフス

ティトゥス・フラウィウス・ヨセフス（ラテン語: Titus Flavius Josephus、ヘブライ語: יוסף בן מתתיהו/ラテン文字表記: Yōsef ben Matiṯyāhu：ヨセフ・ベン・マタティアフ）、37年 - 100年頃）は、帝政ローマ期のユダヤ人政治家、著述家。66年に勃発したユダヤ戦争で当初ユダヤ軍の指揮官として戦ったがローマ軍に投降し、ティトゥスの幕僚としてエルサレム陥落にいたる一部始終を目撃。後にこの顛末を記した『ユダヤ戦記』を著した。理想国家の形として神権政治を造語した。

## 生涯
ヨセフスは、本名をヨセフ・ベン・マタティアフ（マタティア・ハスモン王朝の息子ヨセフ）と称した。エルサレム（ユダヤ属州の州都）の祭司の家系に生まれ、自身の記述によれば、青年時代にはサドカイ派、エッセネ派など当時のユダヤ教の諸派を遍歴し、最終的にファリサイ派を選択したという。紀元64年には、ユダヤ人の陳情使節の一員としてローマへ赴き、ネロ帝の妃であるポッパエア・サビナの知遇を得ている。
ユダヤ戦争初期の紀元66年、ヨセフスは防衛のためエルサレムからガリラヤへ派遣され、ガリラヤの町ヨタパタでローマ軍と交戦したが、最終的に敗北を喫した。異邦人への投降を良しとしない守将たちは自決を決議し、くじ引きで互いを殺害し合った。ヨセフスは最後の2人となった際、残る1人の兵士を説得し、2人で投降した。ローマ軍の司令官ウェスパシアヌス（後のローマ皇帝）の前に引き出されたヨセフスは、ウェスパシアヌスがローマ皇帝となることを予言し、その結果として命を救われた。
ネロ帝の死後の混乱期を経て、実際にウェスパシアヌスが皇帝に即位すると、その息子ティトゥスの幕僚として重用され、エルサレム攻撃に参加した。紀元70年のエルサレム陥落をヨセフスは目撃している。
紀元71年、ヨセフスはティトゥスと共にローマへ赴き、生涯をそこで過ごし、厚遇を受けた。ローマ市民権に加え、皇帝の氏族名であるフラウィウスという名も与えられた。
紀元75年から80年の間のある時期に、ローマにおいて自身の経験と種々の資料に基づき『ユダヤ戦記』を著わし、高い評価を得た。ヨセフス自身の記述によれば、『ユダヤ戦記』には元々アラム語版が存在し、それをギリシア語で書き改めたとされる。アラム語版は現存せず、現在まで伝わっているのはギリシア語版の『ユダヤ戦記』である。
さらに紀元95年頃、天地創造からユダヤ人の歴史を詳述した、大規模な著作『ユダヤ古代誌』を完成させた。『ユダヤ古代誌』18巻63には、「フラウィウス証言」と呼ばれるイエス・キリストに関する記述があることで知られている。しかし、この文書がキリスト教徒側で保存されていたことから、後世の加筆の有無が議論の対象となっている。
三代のフラウィウス朝皇帝の幕僚として不自由のない生涯を送ったかに見えるヨセフスであったが、裏切り者という烙印、同胞であるユダヤ人やローマ人からの非難や中傷に終生悩まされた。それが彼を著述活動へと駆り立てる一因ともなった。
紀元100年頃、ヨセフスはローマで死去したと伝えられている。

## 子女
ヨセフスは生涯において4度の結婚を経験し、5人の男子をもうけた。そのうち3人は成人を迎えたが、ヨセフスの死後の彼らの動向を示す史料は存在しない。したがって、これら3人の息子たちが婚姻し、子孫を儲けたかどうかは定かではなく、ヨセフスの孫以下の世代については確認することができない。
最初の妻に関する詳細は不明であり、彼女との間に子女はいない。次に、皇帝ウェスパシアヌスの取り計らいにより、ヨセフスは捕虜となったユダヤ人女性と結婚したが、この女性は2番目の妻であり、後に離婚している。この結婚においても、子女の存在は確認されていない。
紀元71年頃、ヨセフスはアレクサンドリア系のユダヤ人女性を3番目の妻として迎え、3人の息子をもうけた。しかし、妻の習慣に不満を抱いたため、彼はこの女性とも離婚している。この3人の息子は以下の通りである。
- 長男: ティトゥス・フラウィウス・ヒュルカヌス (紀元73年 - ?) - 3番目の妻との間に生まれた子供の中で、唯一幼少期を生き延びた。フラウィウス朝からネルウァ＝アントニヌス朝の時代にかけて生存していた。ヨセフスが紀元100年頃に死去した時、ヒュルカヌスは26歳から27歳頃であり、存命であったことが確認できるが、その後の人生については知られていない。
- 次男: 名前不明（早世）
- 三男: 名前不明（早世）

紀元75年頃、ヨセフスは4番目にして最後の妻となる、クレタ島出身のギリシャ系ユダヤ人女性と結婚した。彼らは幸福な結婚生活を送り、以下の2人の息子をもうけた。
- 四男: ティトゥス・フラウィウス・ユストゥス (紀元76年 - ?) - 異母兄ヒュルカヌスと同様に、フラウィウス朝からネルウァ＝アントニヌス朝の時代にかけて生存していた。ヨセフスが紀元100年頃に死去した時、ユストゥスは23歳から24歳頃であり、存命であったことが確認できるが、その後の人生については知られていない。
- 五男: ティトゥス・フラウィウス・シモニデス・アグリッパ（またはティトゥス・フラウィウス・アグリッパとも。紀元79年 - ?) - 異母兄ヒュルカヌス、同母兄ユストゥスと同様に、フラウィウス朝からネルウァ＝アントニヌス朝の時代にかけて生存していた。ヨセフスが紀元100年頃に死去した時、シモニデス・アグリッパは20歳から21歳頃であり、存命であったことが確認できるが、その後の人生については知られていない。